# São João (Pernambouc)
Pour les articles homonymes, voir São João.
São João est une municipalité brésilienne située dans l'État du Pernambouc.